# Codice civile
Der Codice civile (Zivilgesetzbuch) ist eine zentrale Kodifikation der Rechtsordnung der Italienischen Republik. Es enthält den größten Teil der Rechtsnormen, welche das Zivilrecht, also die Rechtsbeziehungen zwischen formal gleichgestellten Personen, regeln (ius civile, das Recht der gleichgestellten Bürger Roms – civilis, Adjektiv zu cives – lat. „Bürger“, daher „Zivilrecht“ bzw. „Bürgerliches Recht“). Der Codice ist insoweit mit dem deutschen Bürgerlichen Gesetzbuch (BGB), dem österreichischen Allgemeinen Bürgerlichen Gesetzbuch (ABGB), dem Schweizer Zivilgesetzbuch (ZGB) und dem französischen Code civil vergleichbar. Zusammen mit zahlreichen Nebengesetzen regelt es das Privatrecht (diritto privato) der Rechtsordnung Italiens.
Wie auch in anderen Rechtsordnungen ist es bei Änderungen des Privatrechts umstritten, ob diese direkt als Änderungen des Originaltextes verwirklicht werden sollen, oder ob für sich stehende Nebengesetze verabschiedet werden. Somit wurden viele Änderungen, z. B. im Bereich des Familienrechts, direkt inkorporiert; andere, wie neue Rechtsinstitute des Vertragsrechts und das Verbraucherrecht (sog. „Codice del consumo“), wurden in anderen Quellen geregelt.
Das Zivilgesetzbuch trat noch vor der Gründung der Italienischen Republik und somit auch vor der derzeit gültigen Verfassung in Kraft und stellte ein zentrales Gesetzesprojekt der damaligen faschistischen Regierung dar, deren Ideologie in zahlreichen, nach dem Sturz Mussolinis aufgehobenen, Gesetzesbestimmungen ihren Niederschlag fand. Nachdem das Gesetzbuch bereinigt worden war, ist es auch heute noch in Kraft, wenngleich es, wie alle anderen Zivilrechtskodifikationen Europas, durch die rasanten gesellschaftlichen und wirtschaftlichen Veränderungen der Nachkriegszeit, welche bis heute andauern, vielfacher Überarbeitung bedurfte.

## Rechtsgrundlage
Die Zuständigkeit zur Gesetzgebung im Bereich des Zivilrechts liegt in Italien beim Staat (Stato), also der zentralstaatlichen Ebene, wie es auch in Deutschland, Österreich und der Schweiz (jeweils „Bundesebene“) der Fall ist. in der ursprünglichen Fassung der Verfassung von 1948 wurde die Zuständigkeit zur Gesetzgebung in diesem Bereich einfach nicht den Regionen übertragen. In der seit 2001 gültigen Fassung sind nunmehr die Zuständigkeitsbereiche des Staates im  V. Titel der der Verfassung abschließend aufgelistet. Art. 117 Abs. 2, welcher die Bereiche der ausschließlichen Zuständigkeit auflistet, nennt unter Buchstabe l) die „Straf- und Zivilgesetzgebung“. Somit obliegen Änderungen im Zivilrecht allein der Abgeordnetenkammer und dem Senat der Republik.
Das Gesetz wurde formal durch das Königliche Dekret vom 16. März 1942, Nr. 262 (Regio decreto 16 marzo 1942, n. 262) erlassen und stammt also noch aus der Zeit, in der Italien eine Monarchie war. Das „Königliche Dekret“ ist vergleichbar mit dem heutigen Gesetzesdekret und ist also nicht vom Parlament, sondern direkt von der Regierung erlassen worden. Wie alle nicht explizit aufgehobenen Gesetzesbestimmungen vor der Verkündung der republikanischen Verfassung ist es noch in Kraft.

## Vorgeschichte
Als direkte Inspirationsquelle für die italienische Zivilrechtsordnung ist der Code civil zu nennen. Dieser hatte einerseits als eine der ersten vollständigen Zivilrechtskodifikationen überhaupt maßgeblichen Einfluss auf alle Rechtsordnungen des römisch-germanischen Rechts überhaupt ausgeübt; andererseits ist es eine Kodifikation romanischen geprägten Rechts (nicht zu verwechseln mit Römischem Recht) und konnte somit als exzellentes Vorbild für ein einheitliches italienisches Zivilrecht dienen. Die Keimzelle des späteren Königreiches Italien, das Königreich Piemont-Sardinien, verfügte ab 1837 bereits über eine Zivilrechtskodifikation, welche wohl im Wesentlichen aus dem von den französischen Eroberern zurückgelassenen Code civil bestand und auch dessen Dreiteilung beibehielt, welche für die frühen Kodifikationen (auch das ABGB) charakteristisch war und vom Institutionensystem beeinflusst ist. Dies ist insoweit mit Gebieten des westlichen Teils des heutigen Deutschlands vergleichbar, welche in der Ära Napoleons teilweise als Departements an das Französische Kaiserreich angeschlossen waren und in Folge auch nach 1814 (Schlacht bei Waterloo und Untergang des Ersten Kaiserreiches) den Code civil als „Rheinisches Recht“ behielten. Nach dem damals regierenden König, Karl Albert, welcher den Codice durch Edikt vom 20. Juni 1837 in Kraft setzte, wird er auch Codice Albertino bezeichnet. Weniger üblich ist die Bezeichnung als Codice sabaudo, wobei sabaudo das Adjektiv zum Haus Savoyen ist, welchem alle Regenten Piemont-Sardiniens sowie des späteren Königreiches Italien entstammen.
Durch die Einigung Italiens, bzw. genauer gesagt die Ausdehnung der piemontesischen Herrschaft und Rechtsordnung auf die angeschlossenen Gebiete der Apeninnenhalbinsel, welche im Großen und Ganzen 1861 vollzogen wurde, wurde auch automatisch der Geltungsbereich des Codice Albertino ausgedehnt. Da der Ruf nach einer italienischen Kodifikation laut wurde, wurde knapp vier Jahre nach der Gründung (bzw. Umbenennung) des Königreiches ein überarbeiteter Codice civile, welcher zur Unterscheidung als Codice civile del 1865 bezeichnet wird. Der Zeitraum zwischen Staatseinigung und Erlass eines allitalienischen Zivilrechts war also wesentlich kürzer als in Deutschland, wo erst nach knapp dreißig Jahren eine einheitliche Kodifikation erlassen wurde. Dies rührt auch daher, dass das Königreich von Anfang an als Einheitsstaat konzipiert war, in dem abgesehen von der staatlichen Ebene, keine Gebietskörperschaft über die Kompetenz, Gesetzesbestimmungen zu erlassen, verfügte. Im Deutschen Reich musste zuerst die Reichsverfassung geändert werden, welche in ihrer ursprünglichen Fassung lediglich die Zuständigkeit im Schuldrecht, welches für einen effizienten innerstaatlichen Handel zu vereinheitlichen war, dem Reich zuwies.
Auch hatte Italien durch den Code civil ein Vorbild, auf dem es aufbauen konnte. Die Deutsche Rechtslehre wollte jedoch, obwohl es zahlreiche deutschrechtliche Vorläufer gab (darunter das ABGB), eine neue Zivilrechtskodifikation für das geeinte Deutschland entwickeln, welche der Pandektenwissenschaft folgen sollte.
Nach dem Deutschen Krieg von 1866, in dem Italien durch militärische Unfähigkeit auffiel, aber als Bündnispartner des obsiegenden Preußens die Gebiete der heutigen Regionen Venetien (Veneto) und Friaul-Julisch Venetien (Friuli-Venezia Giulia) als Kriegsgewinn erhielt, erfuhr der Geltungsbereich des italienischen Zivilrechts eine weitere merkliche Ausdehnung. 1871 geschah dasselbe mit dem Gebiet des nunmehr aufgelösten Kirchenstaates.
Nach dem Ersten Weltkrieg erfuhr die italienische Rechtsordnung ihre bis heute im Wesentlichen andauernde Ausdehnung. Nachdem das wiederum unterlegene Österreich-Ungarn Südtirol, das Trentino, Görz und einige weitere Gebiete abtreten musste, wurde nach einiger Zeit auch dort das italienische Zivilrecht in Kraft gesetzt. Anzumerken ist, dass im Falle Südtirols die dort ansässige deutschsprachige Bevölkerung ihres deutschsprachigen Rechts beraubt wurde. Einige Rechtsinstitute des österreichischen Rechts, wie z. B. das überlegene Grundbuchsystem (sistema tavolare) und damit zusammenhängende anders geregelte Rechtswirkungen (wie z. B. die Eigentumsübertragung bei der Veräußerung von Liegenschaften) haben jedoch bis in die heutige Zeit überlebt.
Anfang des 20. Jahrhunderts wurde deutlich, dass das Zivilrecht einer Reform bedurfte; dies sicher auch aufgrund der Meinung von Rechtsgelehrten, welche in ehemals zu Österreich-Ungarn gehörenden Provinzen mit dem ABGB vertraut waren, dass dieses dem Codice Civile handwerklich überlegen sei. Im Laufe der Dreißigerjahre wurden die ersten Teile erarbeitet, welche in der finalen Genehmigung des Textes 1942 mündeten. Bemerkenswert sind zwei Einflüsse unterschiedlicher Natur. Zum einen ist dies die Ideologie des faschistischen Regimes, welche eine Art „Ständestaat“ (stato corporativo) vorsah und zu diesem Zweck die „Faschistisierung“ (fascistizzazione) des Zivilrechts vorsah, z. B. durch Korporatismus als eigenständige Rechtsquelle für die Carta del Lavoro. Zum anderen konnte sich auch die italienische Rechtslehre, wenngleich unter dem nationalistischen Einfluss der faschistischen Partei, nicht dem außerordentlichen Einfluss entziehen, welche das 1900 in Kraft getretene Bürgerliche Gesetzbuch des Deutschen Reiches auf die Rechtsordnungen Kontinentaleuropas, der Türkei und bis nach Japan ausübte.
Nach dem Fall der faschistischen Regierung im Zuge der alliierten Invasion in Süditalien 1943 wurde eine umfassende Rechtsbereinigung vorgenommen. Durch das Gesetzesvertretende Dekret des Statthalters vom 23. November 1944, Nr. 369 (decreto legislativo luogotenenziale 23. novembre 1944, n. 369) wurden alle ständischen bzw. faschistischen Bestimmungen abgeschafft. Es musste also keine neue Kodifikation erarbeitet werden; die faschistischen Kontaminationen des Gesetzbuches hatten das Gesamtkonzept nicht so sehr beeinflusst, als dass ihr Fehlen Lücken in das Gesetz gerissen hätte. Überdies konnten gewisse Abschnitte mit ständischen Vorschriften so uminterpretiert werden, als dass sie im Sinne einer liberalen, rechtsstaatlichen Ansprüchen genügende Sozialpartnerschaft ausgelegt wurden.

## Entwicklung
Wie auch andere Zivilrechtskodifikationen ist auch der Codice Civile von den Vorstellungen abgekommen, dass eine bloß formale Rechtsgleichheit modernen sozialstaatlichen Ansprüchen nicht genügt. Zwar wurde vollkommene formale Rechtsgleichheit unter allen zivilrechtlich agierenden Akteuren in keinem Gesetzeswerk wirklich umgesetzt. Allerdings war es die Idee der modernen Rechtswissenschaft, die von ständischen Vorrechten (Adel, Zünfte, Hörigkeit usw.) geprägte mittelalterliche Rechtsordnung durch eine zu ersetzen, wo sich alle Menschen als gleiche und ohne besondere Privilegien begegnen. Glanzstück ist der Vertrag, in dem idealerweise beide Seiten zu gleichen Teilen und mit gleichem Rechte ihren Pakt regeln können. Im Zuge der Verwerfungen durch die Industrialisierung wurde offensichtlich, dass Vertragspartner wie Mieter, Verbraucher und Arbeiter aufgrund ihrer benachteiligten Position im Wirtschaftsleben durch besondere Bestimmungen zu schützen seien. Diese Bewegungen hatten im Königreich um die Jahrhundertwende begonnen und haben ihren Höhepunkt nach dem Zweiten Weltkrieg gefunden. Somit wurde hier eine Art neues Ungleichgewicht zwischen den Vertragspartnern, die bestimmte Verträge abschließen, geschaffen; allerdings unter völlig anderen Vorzeichen als in feudalen Rechtsordnungen.
Im Zuge der gesellschaftlichen Liberalisierung der Nachkriegszeit wurde auch in Italien der Ruf nach einer Reform besonders des Familienrechts laut. Gewisse Bestimmungen des eher konservativen Gesetzbuches standen überdies unzweideutig im klaren Widerspruch zur liberalen, progressiven Verfassung von 1948 mit teilweise fast sozialistischen Anklängen, wie z. B. die Überordnung des Ehegatten in der Ehe, wogegen die Verfassung von der „moralischen und rechtlichen Gleichstellung der Ehegatten“ spricht. Der Verfassungsgerichtshof hatte eine Reform schon länger angemahnt, hatte die Bestimmungen aber nicht sämtlich für verfassungswidrig erklärt; im Kernland der römisch-katholischen Kirche hätte eine solche Änderung eines hochsensiblen Themas durch die Judikative unter Umgehung der Legislative wohl kaum die erwünschte Wirkung gehabt. Durch diverse Änderungsgesetze wurde in den Siebzigerjahren das Familienrecht auf den Stand der Zeit gebracht, so z. B. durch das Gesetz vom 19. Mai 1975, Nr. 151 (Familienrechtsreform bzw. „riforma del diritto di famiglia“), welches das Rechtsinstitut der Ehe wesentlich umgestaltet hat.
Auch das Schuldrecht erfuhr einige Erweiterungen, wenngleich diese eher in Nebengesetzen umgesetzt wurden, soweit keines der bestehenden Rechtsinstitute geändert werden musste. Die Umsetzung des Verbraucherrechts in den Neunzigerjahren sollte zunächst durch Inkorporierung in das dritte Buch (Schuldrecht bzw. „obbligazioni“) geschehen; da der Umfang der diesbezüglichen Regelungen auch durch Vorgaben der Europäischen Union stetig anwuchs, entschied man sich für die Fassung eines Verbrauchergesetzbuches (Codice del consumo), welcher mittlerweile ebenfalls auf einen stolzen Umfang angewachsen ist.

## Aufbau und Umfang
Wie das BGB und anders als der ursprüngliche Code civil und das noch bestehende ABGB ist der Codice civile nach dem System der Pandektenwissenschaft gegliedert, wobei ein allgemeiner Teil im Sinne des BGB jedoch fehlt. Die Gliederung der Hauptbücher erfolgt absteigend in Bücher (libri), Titel (titoli), Abschnitte (sezioni) und schließlich Artikel (articoli).
- Bestimmungen über das Gesetz im Allgemeinen (disposizioni sulla legge in generale): Dieser den Hauptbüchern vorangestellte, aus sechzehn Artikeln bestehende Teil enthält Vorschriften über das Verhältnis der Rechtsquellen und die Auslegung des Gesetzes. Bevor das internationale Privatrecht in einem eigenen Gesetz geregelt wurde, war es unter diesen einleitenden Bestimmungen zu finden.

- 1. Buch (Art. 1 - 455) – Personen- und Familienrecht (Delle persone e della famiglia): Hier finden sich Bestimmungen zu den natürlichen und juristischen Personen, zur Geschäfts- und Handlungsfähigkeit, zu den bestimmten Fällen der Unfähigkeit sowie zum Verhältnis der Ehegatten untereinander und zu den Kindern
- 2. Buch (Art. 456 - 831) – Erbrecht (Delle successioni): hier findet sich das Erbfolgerecht (successione a causa di morte) sowie die Bestimmungen über unentgeltliche Zuwendungen unter Lebenden (liberalità tra vivi) bzw. Schenkungen (donazioni)
- 3. Buch (Art. 832 - 1172) – Eigentum (Della proprietà): Das Sachenrecht enthält Bestimmungen über Güter (beni), das Eigentum und die beschränkten dinglichen Rechte (diritti reali minori), zu den verschiedenen Arten des Besitzes (possesso) und zum Eigentums- und Besitzschutz (tutela)
- 4. Buch (Art. 1173 - 2059) – Schuldrecht (Delle obbligazioni): Dieser umfangreichste Teil enthält einführende Bestimmungen über die Schuldverhältnisse (obbligazioni), allgemeine Bestimmungen über das zentrale und wichtigste Rechtsgeschäft, den Vertrag (contratto) und besondere Bestimmungen zu einer Vielzahl von typischen einzelnen Verträgen (singoli contratti tipici). Am Ende findet sich das Deliktsrecht (Del fatto illecito)
- 5. Buch (Art. 2060 - 2642) – Arbeitsrecht (Del lavoro): Im Unterschied zu anderen Kodifikationen enthält der Codice civile einen wesentlichen Teil des Sonderprivatrechts, nämlich des Arbeits- und Unternehmensrechts, welcher in anderen Rechtsordnungen gesondert geregelt ist, etwa im deutschen Handelsgesetzbuch oder im österreichischen Unternehmensgesetzbuch. Allerdings enthält dieser Teil bei weitem nicht alle relevanten Vorschriften, weshalb er eher als Kern anzusehen ist.
- 6. Buch (Art. 2643 - 2969) – Rechtsschutz (Della tutela dei diritti): Dieser Teil ist relativ uneinheitlich und umfasst eine Vielzahl verschiedener Rechtsinstitute, deren gemeinsamer Zweck der Schutz bzw. die Absicherung der in den vorigen Büchern postulierten subjektiven Rechte ist, aber nicht einem Bereich zugeordnet werden kann, so z. B. die Garantierechte und die Rechtsinstitute, welche die Veröffentlichung von einschreibungspflichtigen Rechtsgeschäften betreffen.
- Einführungs- und Übergangsbestimmungen (disposizioni di attuazione e transitorie), im Umfang von 256 Artikeln.

## Auslegung
Wesentlichen Einfluss auf die Interpretation des Codice civile hat der Kassationsgerichtshof (Corte suprema di cassazione), welcher als oberste Instanz der ordentlichen Gerichtsbarkeit mit dem deutschen Bundesgerichtshof zu vergleichen ist, da er die zu beachtende Interpretation liefert. Besonders im Bereich des Deliktsrechts, welches in der Praxis eine sehr umfangreiche Interpretation erfordert, im Gesetzbuch aber recht kurzerhand geregelt wird, hat das Richterrecht die kargen Bestimmungen mit einer Vielzahl von Inhalten gefüllt. Im Schuldrecht hat er logische Ergänzungen vorgenommen, z. B. die Figur der aktiven Anweisung (delegazione attiva), welche der Anweisung im deutschen Recht nur ungefähr entspricht (Zuteilung eines neuen Gläubigers, aber kein Austritt des alten), welche im Gesetzbuch so nicht vorgesehen ist, aber als gegenfigur zur sog. passiven Anweisung (delegazione passiva) entwickelt wurde.